# Reino de Lituania
El Reino de Lituania (en lituano; Lietuvos Karalystė)  es el nombre que recibió el Gran Ducado de Lituania entre los años 1251 y 1263 cuando alcanzó el rango de reino y que este fue proclamado por el Papa Inocencio IV el 17 de julio de 1251. Su único rey fue Mindaugas, quien fue coronado en el verano de 1253. Este reino tuvo solo 12 años de vida, luego de que Mindaugas fuera asesinado en el otoño de 1263   
El motivo por el que el Reino de Lituania no sobrevivió fue porque en aquel momento, Mindaugas fue el único en ser cristianizado, cosa que no ocurrió con sus sucesores los cuales tuvieron que llevar de nuevo el título de Gran Duque, y el Estado lituano el de Gran Ducado.

## Intentos de restablecer el reinado

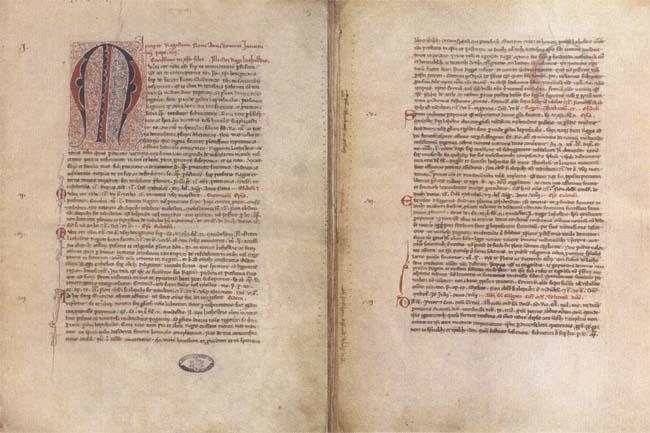
La bula papal con respecto a la colocación de Lituania bajo la jurisdicción del Obispo de Roma.

Hubo un intento por parte del Gran Duque Vytautas el Grande (gobernó 1392-1430) para recibir la corona real. Como se discutió en el Congreso de Lutsk, fue proclamado rey, y Lituania un reino, por Segismundo de Luxemburgo, Sacro Emperador Romano, en 1430, pero la corona real, que fue enviada por Segismundo a Vitautas, fue interceptado por nobles polacos. Poco después Vytautas murió, sin ser coronado rey.